# リターン号
リターン号 (Return) は、延宝元年（1673年）に長崎に来航したイングランド（現在のイギリス）船。日本で売るための羊毛を積み、日本の江戸幕府に貿易再開を求めたが、幕府は上陸を拒絶した。

## 経緯
元和9年（1623年）、イングランドはアンボン虐殺事件を機に平戸の商館を閉鎖して日本から撤退した。だが、イングランド側は徳川家康の時代に出された来航朱印状は依然有効であり、内外の情勢の回復次第、通商を再開する意向があった。だが、一連の「イングランド内戦」の影響で対外進出に消極的な時期が続いた。
王政復古後、イングランド王位についたチャールズ2世は、台湾の鄭氏政権の招きに応じて通商を開始、次いで懸案であった日本との通商再開を目指して寛文11年（1671年）にリターン号以下3隻の船を本国から出航させた。台湾を経由した後、リターン号単艦で延宝元年5月25日に長崎に入港し、チャールズ2世の国書を提出して通商再開を求めた。
対応にあたった長崎奉行の岡野貞明は、リターン号の来航目的を聞き、武具の引き上げを要求し、番船を付ける手はずをとり、乗組員1人ずつに踏み絵を行わせた。岡野はこれらの対応を記した上で、通商を許可するのかどうか下知してくれるよう、老中宛に書状を送った。
岡野はリターン号を「商売船」として報告したが、幕府は以前より寛文2年（1662年）に提出された『オランダ風説書』などの情報によって日本側にも知られていたチャールズ2世とポルトガルのカタリナ王女との婚姻問題を取り上げてこれを問題視し、またイングランド側がかつて一方的に商館を閉鎖したことを非難して貿易再開要求を拒否し、改めてイングランド船の来航を禁じる命令を出した。これを受けてリターン号は7月27日に長崎を出航した。
リターン号の来航情報は、1年前の寛文12年（1672年）にオランダ通詞から長崎奉行に伝えられていた。同年8月5日には老中・土屋数直が、唐津藩主の大久保忠朝と島原藩主の松平忠房に対して南蛮船来航時の対応に関する黒印状・朱印状・下知状の写しを渡し、「九州・西国筋急成る御用の時分」は相談するようにと命じている。
これによって日本に入港できるヨーロッパの国はオランダ1国のみであることが確定した。
以後、日本とイングランド（イギリス）との外交関係は嘉永7年（1854年）の日英和親条約締結まで途絶することになる。

## リターン号と日本の産品
イギリス東インド会社がリターン号の船長に持たせた注文票には以下のようなものがあった。
「我々は、諸君に日本からは金・銀・銅を、また東京（トンキン）や台湾からは、ダマスコ織、絹織物のみならず、その他極東地域やヨーロッパで我々の利益になるような品物をも持ち帰ってほしい。したがって、まず試みとして、次のような品物を送ってほしい。
日本から
- 着物50着
- 漆塗り長持10個（その中に着物50着及びその他長持を疵つけないような軽い品物を入れて送ってほしい）
- 漆塗り大箪笥40個（箪笥が破損しないように引出しに軽い物をつめる）
- 樟材2トン（バンタムではボルネオ産樟脳を輸入しているが、日本産のものがヨーロッパへ輸出されている。それ故、我々も日本から樟脳を輸入して利益になるかどうか試みてみたい）
- 大きな壺20個
- 上質日本陶器製の盃10対
- 屏風10対

…（以下略）」